# Don Henley
Don Henley (født 22. juli 1947) er en amerikansk musiker, blandt andre kendt som trommeslager i The Eagles og for sit solohit fra 1984, "The Boys of Summer".

## Biografi
I 1971 blev The Eagles dannet, og Don Henley var i begyndelsen kun trommeslager. Han blev dog senere også sanger på nogle af deres numre, da de andre bandmedlemmer godt kunne lide hans "rockede" og "hæse" stemme. Bandet blev mest kendt for numrene "Desperado" og "Hotel California", hvor han synger hovedvokal på.
Bandet gik i opløsning i 1980. I 1984 sang Don Henley sig ind på hitlister verden over med sætninger som "Out on the road today, I saw a Deadhead sticker on a cadillac. A little voice inside my head said don't look back, you can never look back" i hittet "The Boys of Summer". Nummeret er senere blevet kopieret af blandt andre Ataria og DJ Sammy. I 1994 blev Eagles gendannet. 